# اي جراند داي اوت
اي غراند داي اوت هو فيلم رسوم متحركة قصير بريطاني تم انتاجه في عام 1989. من بطولة والاس وغروميت. تم إخراجه والمشاركة في كتابته وتحريكه بواسطة نيك بارك في المدرسة الوطنية للسينما والتلفزيون وتحدادا بيكونسفليد وفي آردمان أنيمشنز في برستل.

## روابط خارجية
- اي جراند داي اوت على موقع IMDb (الإنجليزية)
- اي جراند داي اوت على موقع روتن توميتوز (الإنجليزية)
- اي جراند داي اوت على موقع ألو سيني (الفرنسية)
- اي جراند داي اوت على موقع Turner Classic Movies (الإنجليزية)
- اي جراند داي اوت على موقع أول موفي (الإنجليزية)
- اي جراند داي اوت على موقع فيلمافينيتي (الإسبانية)
- اي جراند داي اوت على موقع قاعدة بيانات الأفلام السويدية (السويدية)
- اي جراند داي اوت على موقع قاعدة بيانات الفيلم (الإنجليزية)
- اي جراند داي اوت على موقع ليتربوكسد (الإنجليزية)
- اي جراند داي اوت على موقع كينوبويسك (الروسية)